# Pojatno
Pojatno är en ort i Kroatien.   Den ligger i länet Zagrebs län, i den norra delen av landet, 17 km nordväst om huvudstaden Zagreb. Pojatno ligger 156 meter över havet och antalet invånare är 1 163.
Terrängen runt Pojatno är platt åt nordväst, men åt sydost är den kuperad. Runt Pojatno är det ganska glesbefolkat, med 36 invånare per kvadratkilometer. Närmaste större samhälle är Zagreb - Centar, 17,1 km sydost om Pojatno. Omgivningarna runt Pojatno är en mosaik av jordbruksmark och naturlig växtlighet.